# Lautaro Giaccone
Lautaro Giaccone (San Francisco, Córdoba, 1 de febrero de 2001) es un futbolista argentino que se desempeña como volante ofensivo o de extremo en Argentinos Juniors de la Primera División de Argentina. Es hijo de Ariel Giaccone, exjugador de Ferro Carril Oeste.

## Trayectoria

### Rosario Central
El "Laucha" llegó a la institución de Arroyito, proveniente de Sportivo Belgrano, a los 15 años luego de pruebas futbolísticas y desde ahí realizó las divisiones inferiores en el Canalla participando, incluso, de algunos entrenamientos del ciclo de Diego Cocca en carácter de sparring. Firma su primer contrato el 15 de agosto del 2019.  Debutó en la Copa Diego Armando Maradona el 9 de enero de 2021 al ingresar en el segundo tiempo en lugar de Ignacio Russo. siendo que ya había integrado el banco de suplentes la semana anterior en el partido contra Defensa y Justicia sin haber ingresado. Tras su debut el club deberá pagar a Sportivo Belgrano U$D 5.000 por un convenio de solidaridad entre los dos clubes. En total disputó 2 partidos en la copa sin marcar goles.
De cara al Campeonato de Primera División 2021 sigue formando parte del plantel y arranca la temporada jugando en la Copa Argentina al ingresar en el segundo tiempo del partido contra Boca Unidos Juega también en la Copa de la Liga Profesional 2021 y hace su debut en la Copa Sudamericana 2021 al ingresar en el partido contra Huachipato. y posteriormente juega 5 partidos en el Campeonato de Primera División 2021 llegando a un total de 9 partidos en la temporada sin haber marcado goles.

### Ferro
Llegó a préstamo por la lesión de rotura de ligamentos del Turbo Rodríguez, en principio llegó a préstamo por 10 meses hasta el 31 de diciembre del 2022 y con opción de compra por U$D 650.000. Su debut en el club se dio ingresando en el segundo tiempo del partido contra Sacachispas en lugar de Gastón Moreyra, jugando 28 minutos y sin convertir ningún gol. El 8 de mayo hace su debut como titular en el partido contra Chacarita ganándose el puesto. Su primer gol cómo profesional lo convierte el 22 de mayo contra Atlético Rafaela. Debido a los buenos rendimientos, el club decidió hacer uso de la opción de compra por él y por Marcelo Miño.

### Rosario Central
Tras no confirmarse la compra del pase por parte de la institución de Caballito y al no poder renovar el préstamo regresó al club de Arroyito.
El 23 de abril de 2023 fue titular en el partido contra Boca por la fecha 13 de la Liga profesional, donde convirtió un gol en el minuto 25, en el partido que finalizó en empate 2 a 2.

## Estadísticas

### Estadísticas
Actualizado al 31 de julio del 2025.
| Club | Div.          | Temporada     | Liga  | Liga  | Liga   | Copas Nacionales (1) | Copas Nacionales (1) | Copas Nacionales (1) | Copas Internacionales (2) | Copas Internacionales (2) | Copas Internacionales (2) | Total | Total | Total  |
| Club | Div.          | Temporada     | Part. | Goles | Asist. | Part.                | Goles                | Asist.               | Part.                     | Goles                     | Asist.                    | Part. | Goles | Asist. |
| --- | ------------- | ------------- | ----- | ----- | ------ | -------------------- | -------------------- | -------------------- | ------------------------- | ------------------------- | ------------------------- | ----- | ----- | ------ |
| Rosario Central Argentina | 1.ª           | 2021          | 5     | 0     | 0      | 4                    | 0                    | 0                    | 1                         | 0                         | 0                         | 10    | 0     | 0      |
| Rosario Central Argentina | 1.ª           | 2023          | 19    | 4     | 4      | 10                   | 0                    | 2                    | —                         | —                         | —                         | 29    | 4     | 6      |
| Rosario Central Argentina | 1.ª           | 2024          | 24    | 1     | 2      | 5                    | 1                    | 0                    | 7                         | 0                         | 1                         | 36    | 2     | 3      |
| Rosario Central Argentina | 1.ª           | 2025          | 15    | 1     | 2      | 2                    | 1                    | 0                    | —                         | —                         | —                         | 17    | 2     | 2      |
| Rosario Central Argentina | Total club    | Total club    | 63    | 6     | 8      | 21                   | 2                    | 2                    | 8                         | 0                         | 1                         | 92    | 8     | 11     |
| Ferro Carril Oeste Argentina | 2.ª           | 2022          | 27    | 2     | 4      | 1                    | 0                    | 0                    | —                         | —                         | —                         | 28    | 2     | 4      |
| Ferro Carril Oeste Argentina | Total club    | Total club    | 27    | 2     | 4      | 1                    | 0                    | 0                    | 0                         | 0                         | 0                         | 28    | 2     | 4      |
| Argentinos Jrs. Argentina | 1.ª           | 2025          | 3     | 0     | 0      | 1                    | 0                    | 0                    | —                         | —                         | —                         | 4     | 0     | 0      |
| Argentinos Jrs. Argentina | Total club    | Total club    | 3     | 0     | 0      | 1                    | 0                    | 0                    | 0                         | 0                         | 0                         | 4     | 0     | 0      |
| Total carrera | Total carrera | Total carrera | 93    | 8     | 12     | 23                   | 2                    | 2                    | 8                         | 0                         | 1                         | 124   | 10    | 15     |
| (1) Incluye Copa Argentina, Copa de la Liga Profesional y Trofeo de Campeones. (2) Incluye Copa Sudamericana y Copa Libertadores. |               |               |       |       |        |                      |                      |                      |                           |                           |                           |       |       |        |

## Palmarés

### Campeonatos Nacionales
| Título          | Equipo          | Año  |
| --------------- | --------------- | ---- |
| Copa de la Liga | Rosario Central | 2023 |